# Tourisme dans le Doubs
Le tourisme dans le Doubs, département français de la région Bourgogne-Franche-Comté est un tourisme toutes saisons grâce à son riche patrimoine historique, ses montagnes, lacs et rivières permettant un large éventail d'activités.

## Description
Le tourisme dans le Doubs est essentiellement familial et en grande partie orienté vers le tourisme rural traditionnel et l'écotourisme … Besançon et le Pays de Montbéliard sont "Ville" et "Pays d'Art".
Les pôles sportifs privilégient les activités de VTT, de ski de fond, de randonnée pédestre et les activités aquatiques en rivière comme le kayak ou la pêche à la mouche. Le relief karstique offre aussi des opportunités aux amateurs de spéléologie.
Le massif du Jura est enneigé de fin novembre à mi-mars. Métabief est la principale station de ski alpin du département, même si d'autres petites stations existent, comme dans le val de Mouthe, celui de Morteau ou encore sur le plateau de Maîche. Beaucoup de communes rurales ont leurs propres infrastructures constituées de petites remontées mécaniques à vocation familiale.

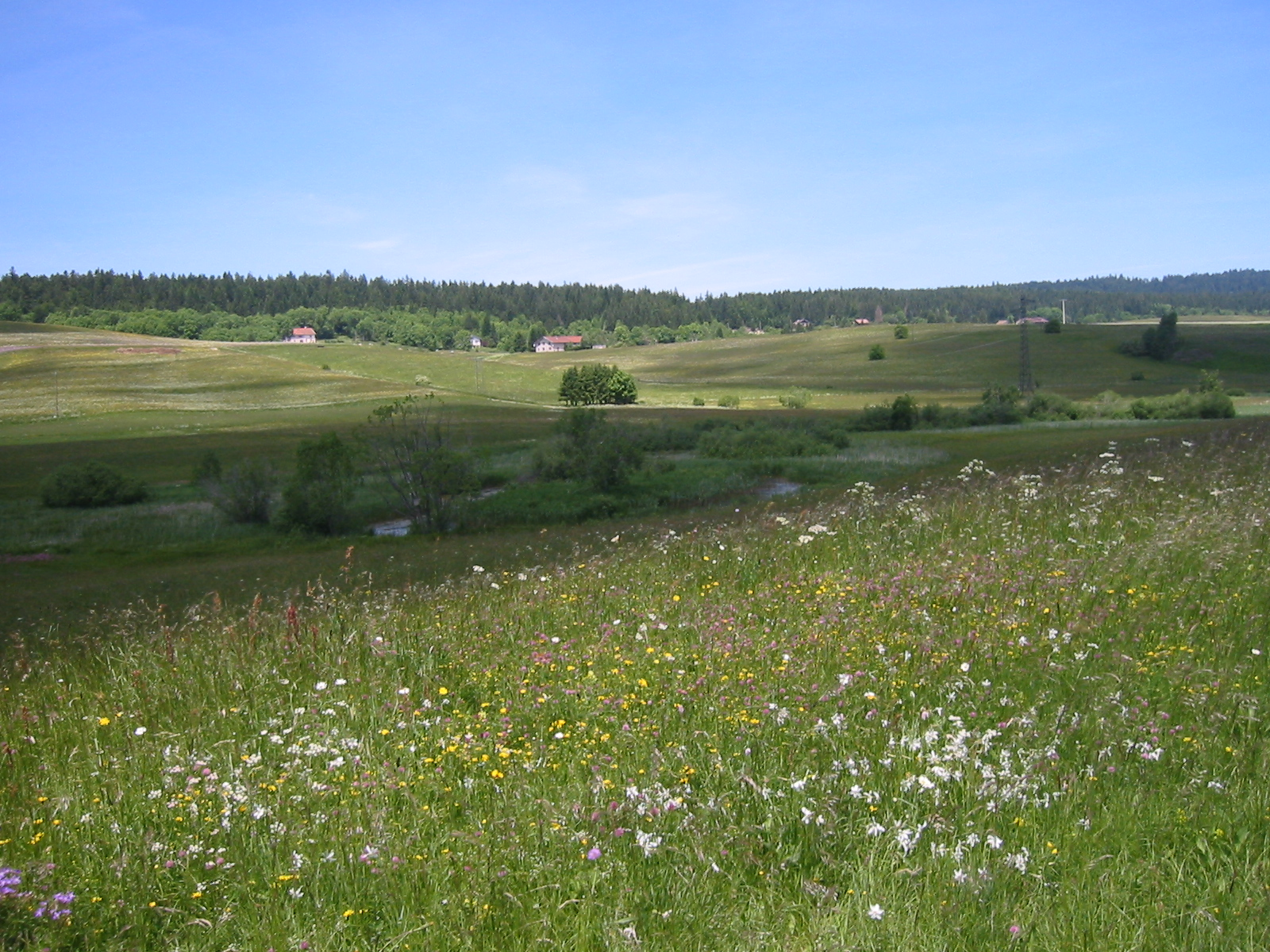
Paysage du Haut-Doubs.
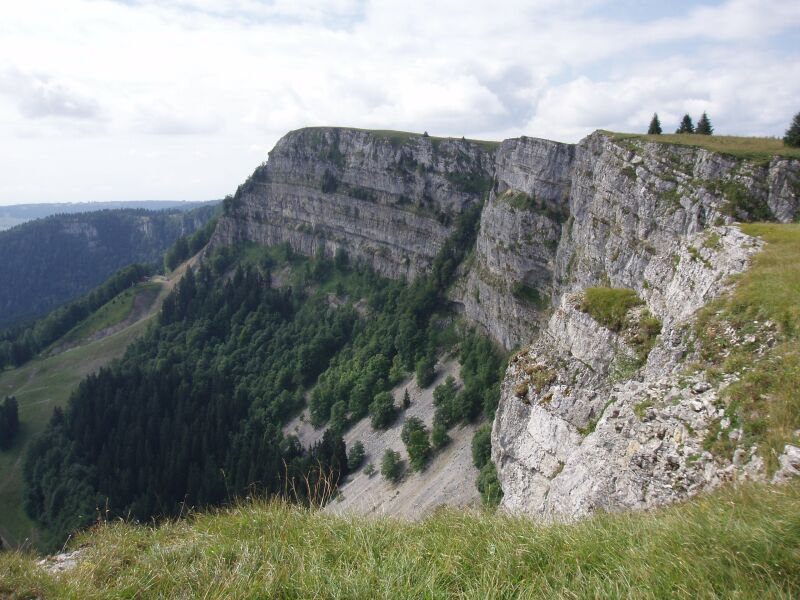
Mont d'Or (1463 m).
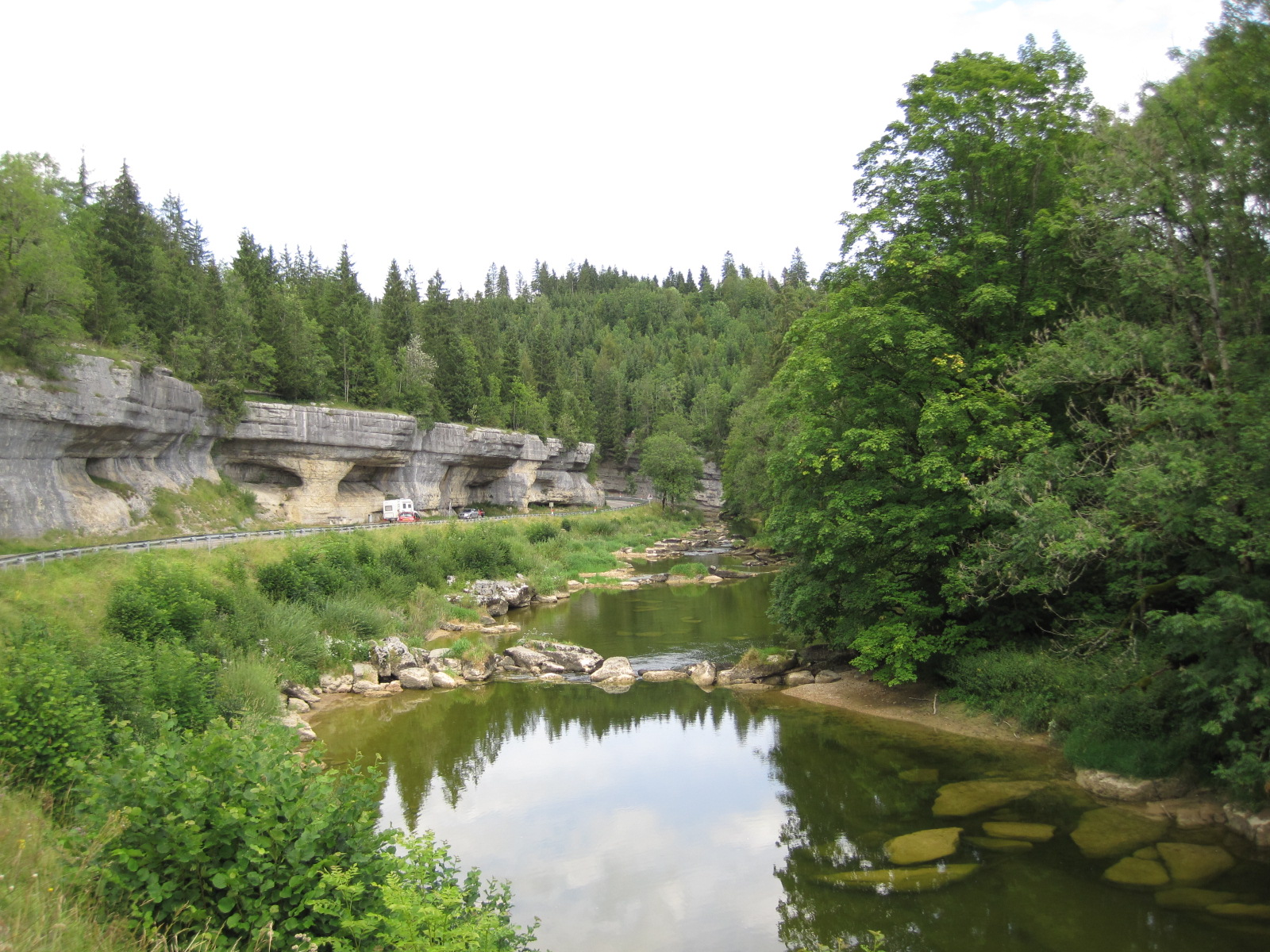
Défilé d'Entre-Roches.
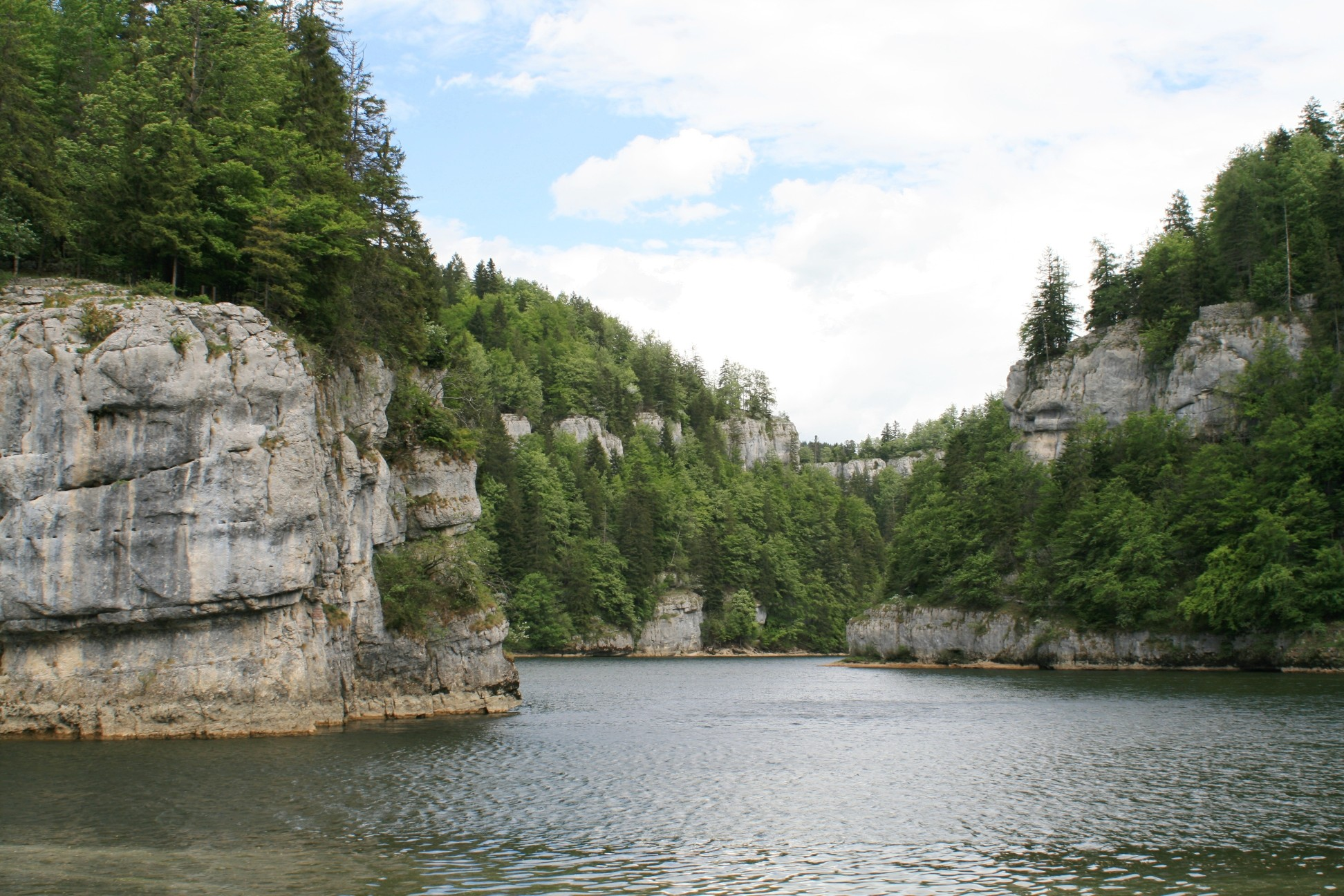
Gorges du Doubs.
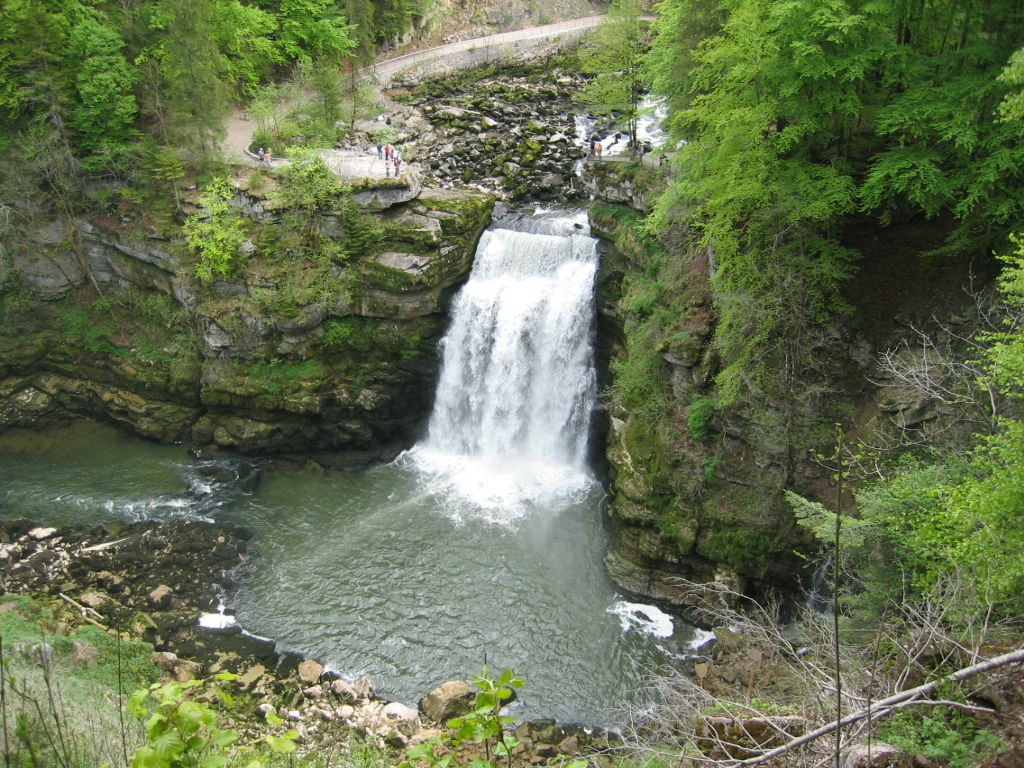
Saut du Doubs à la frontière du canton de Neuchâtel.

Département vert par excellence, le Doubs peut se révéler très pluvieux car le massif bloque les dépressions venues de l'Atlantique.

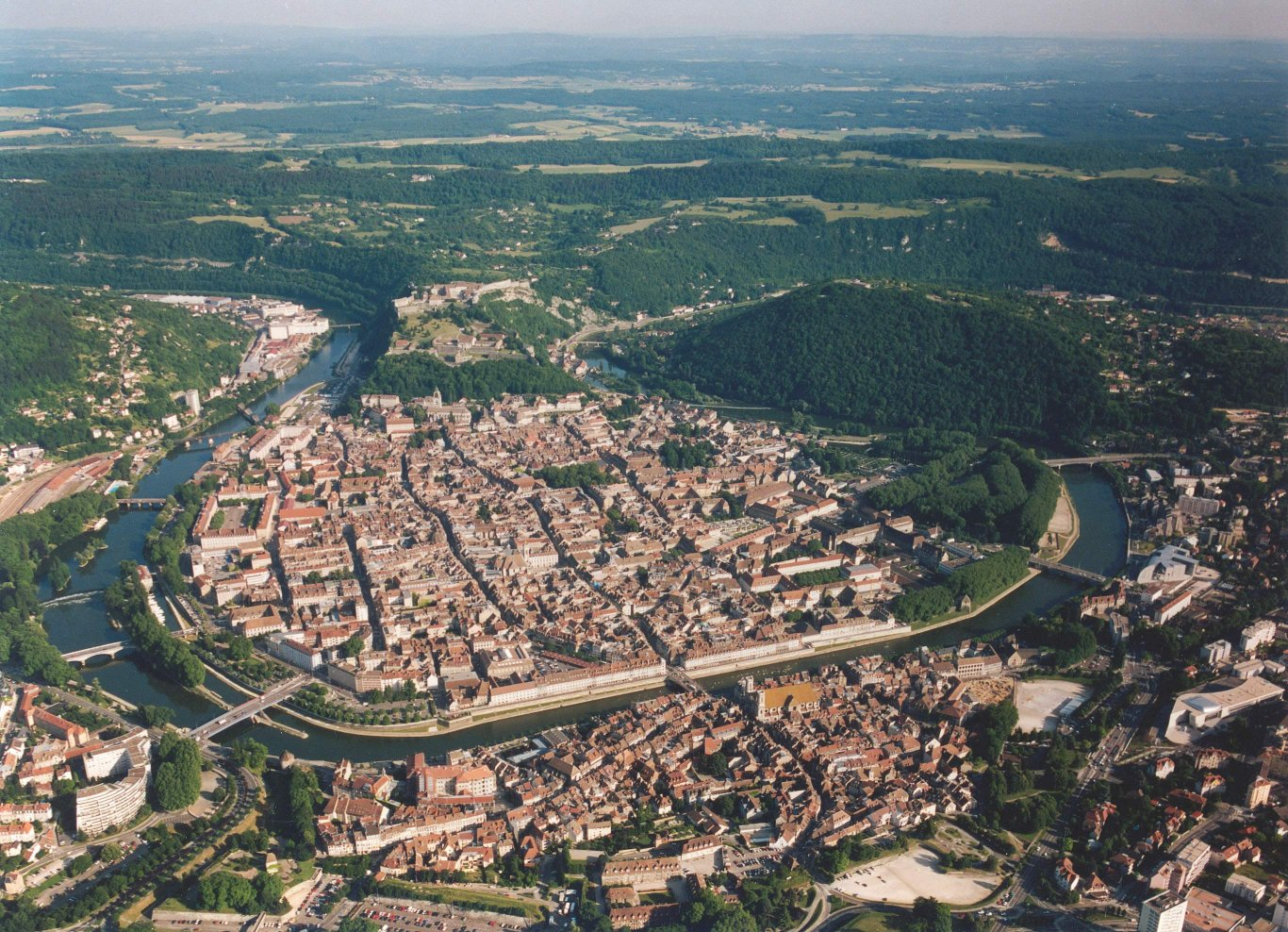
Besançon, la Boucle du Doubs.
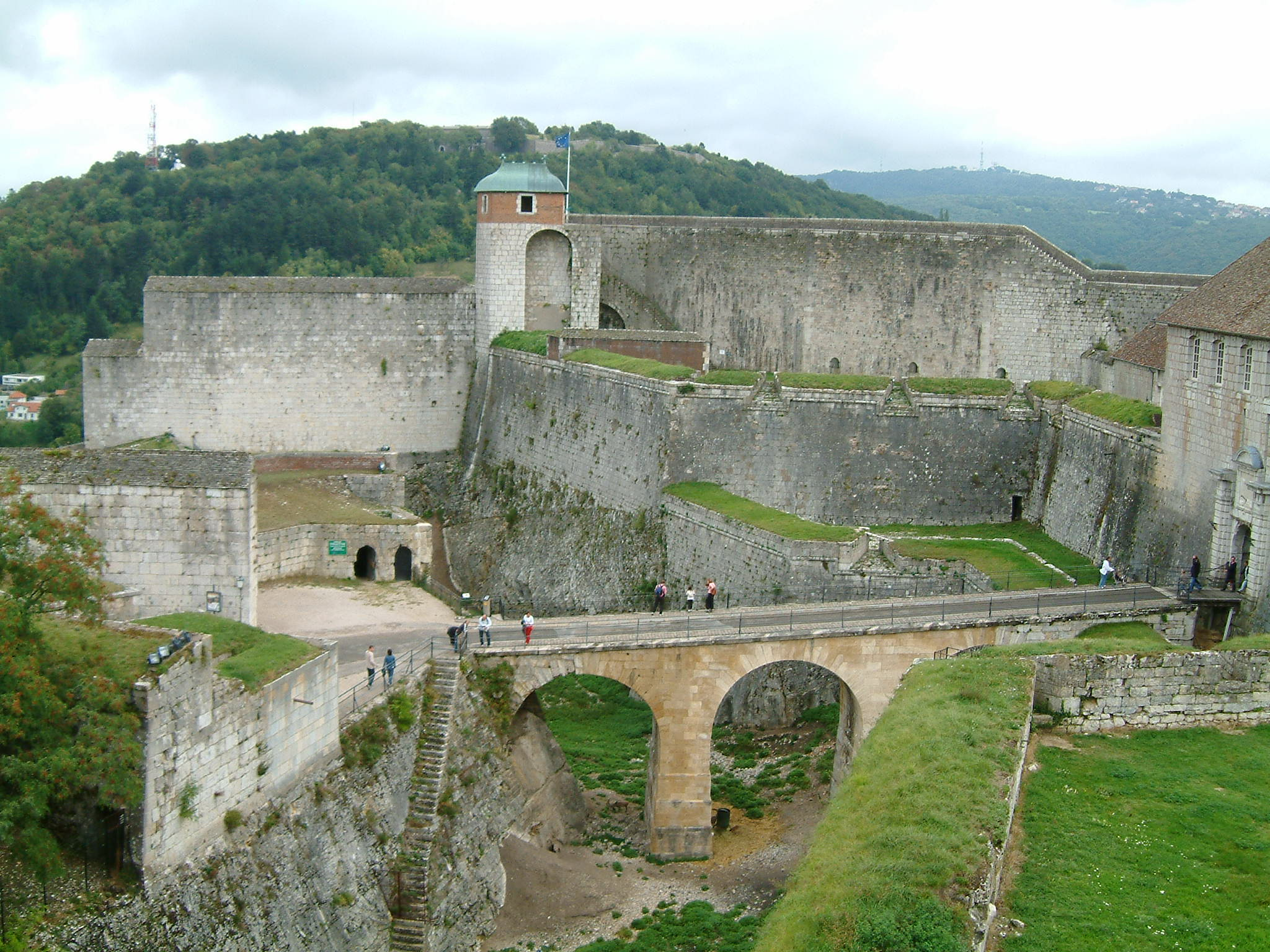
Citadelle de Besançon.
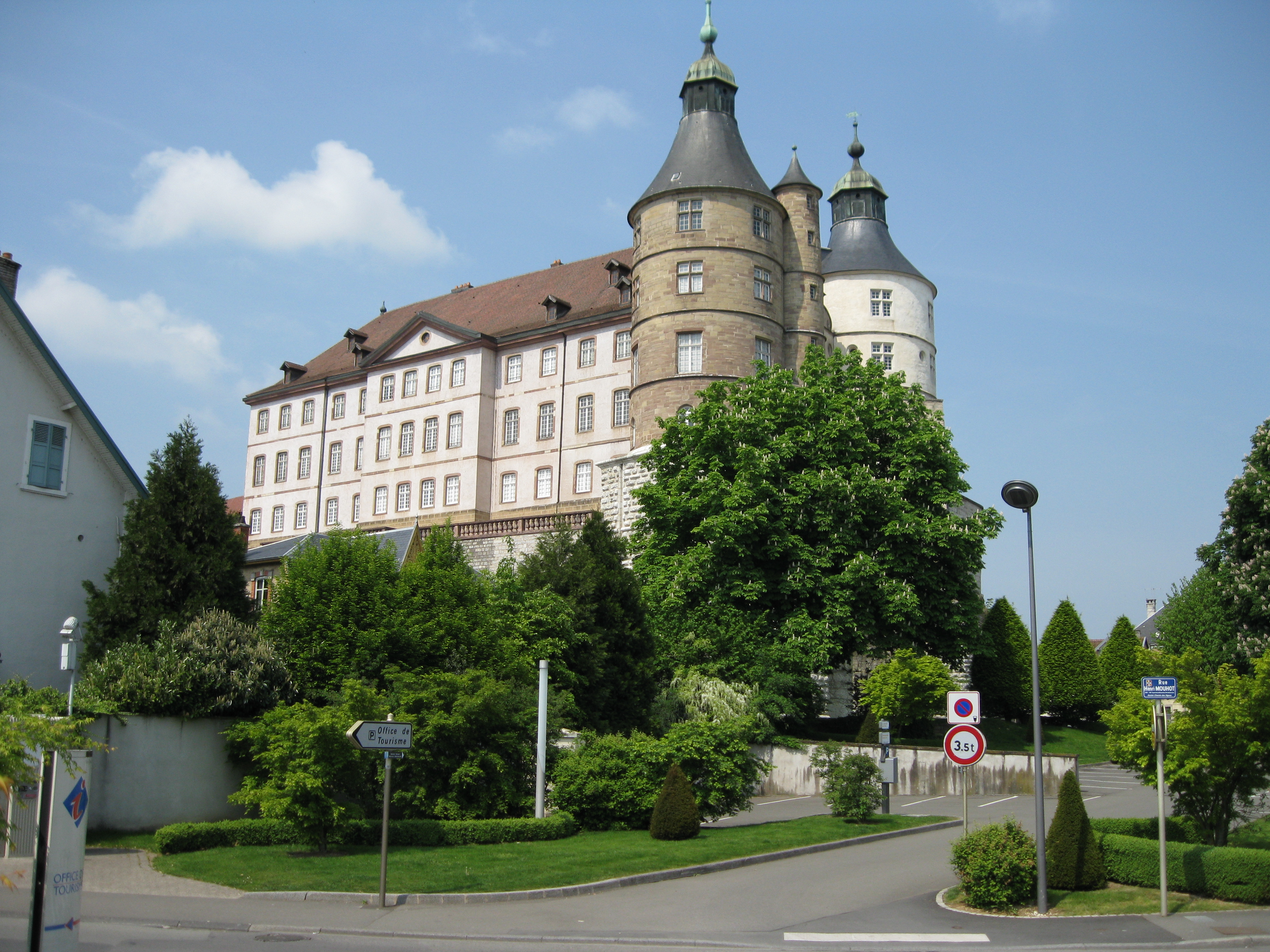
Montbéliard, château et musée du Château des ducs de Wurtemberg.
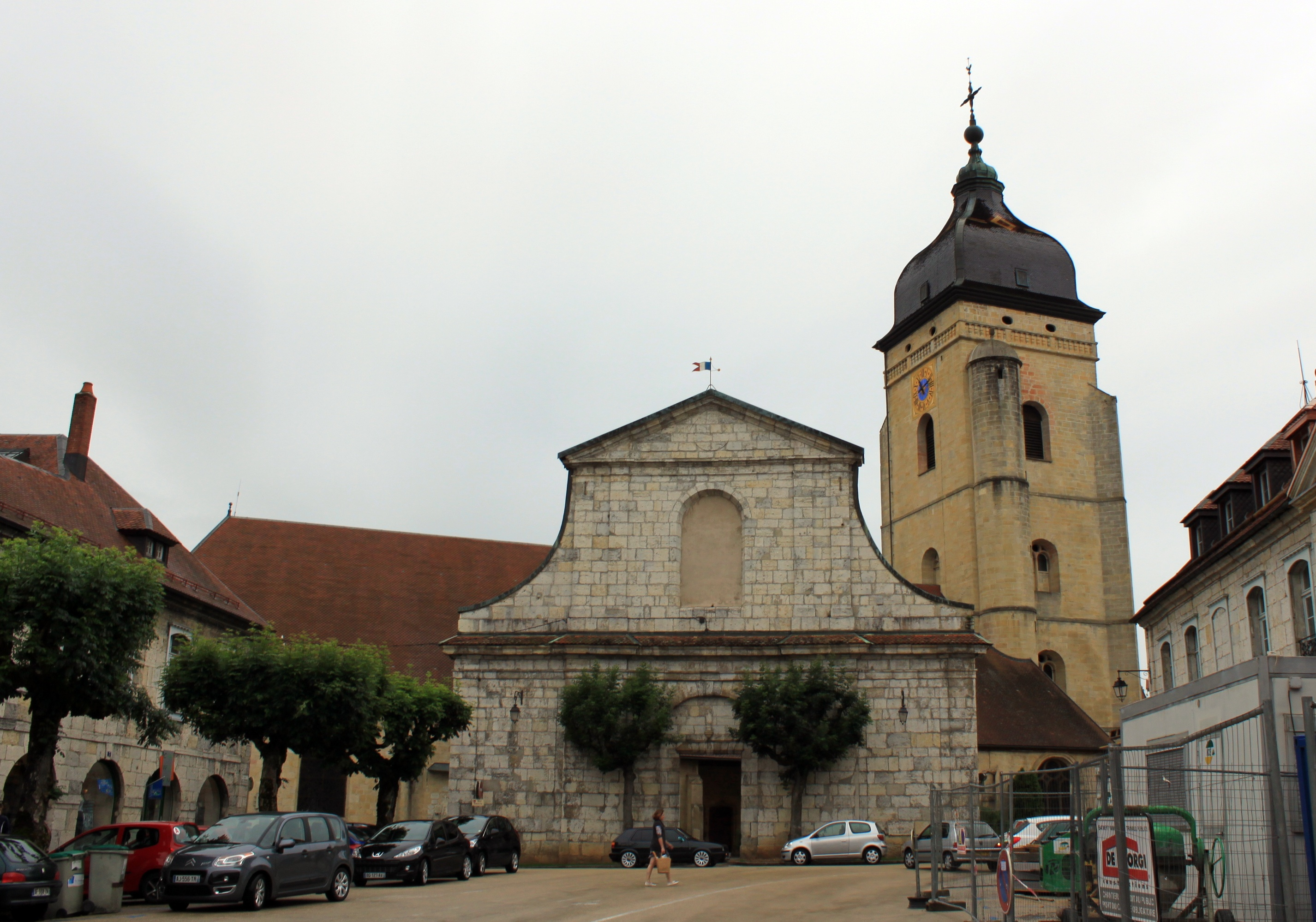
Pontarlier, église Saint-Bénigne.
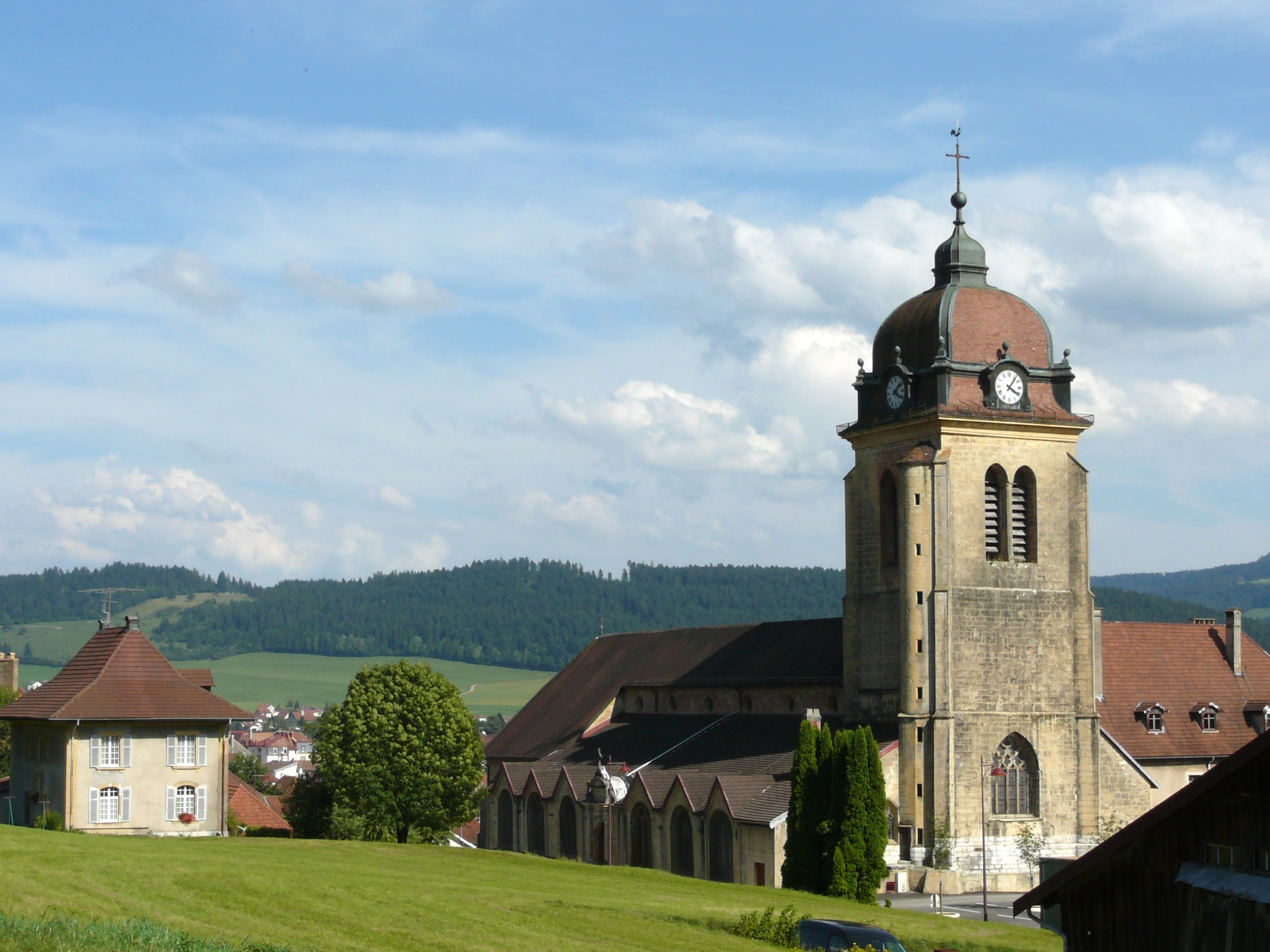
Morteau, église Notre-Dame avec clocher comtois.

Les collectivités ont considérablement développé le tourisme culturel orienté vers l'artisanat ou les métiers d'art liés à l'horlogerie et la découverte du patrimoine traditionnel (ferme comtoise ...)

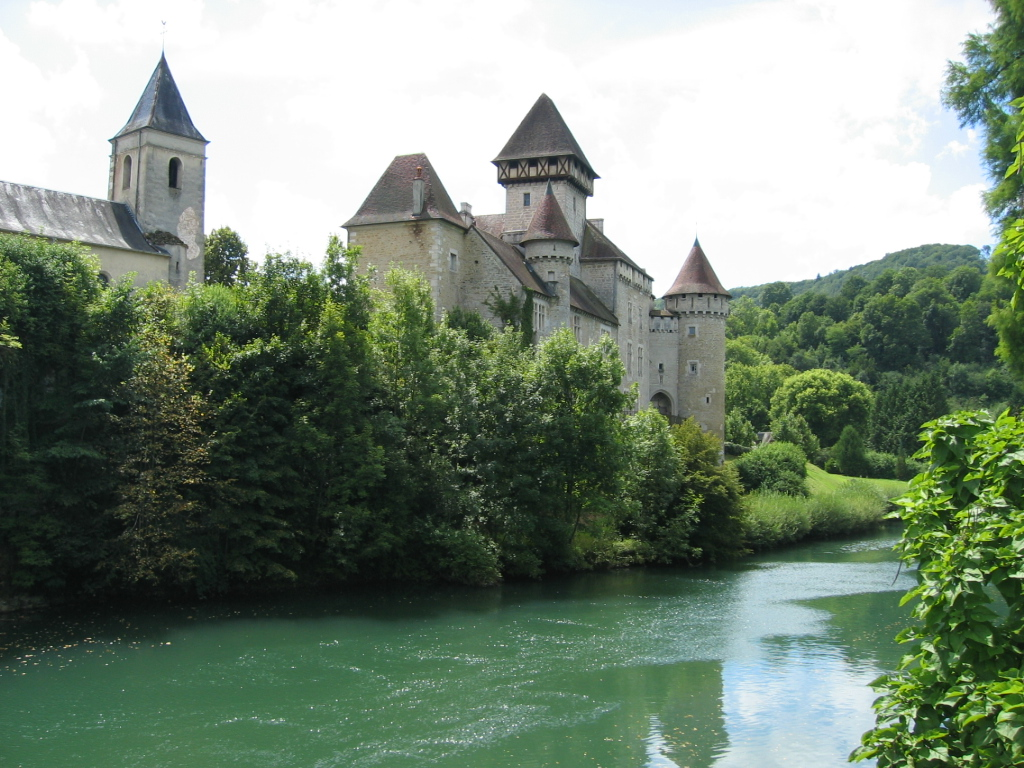
Château de Cléron sur le Doubs.
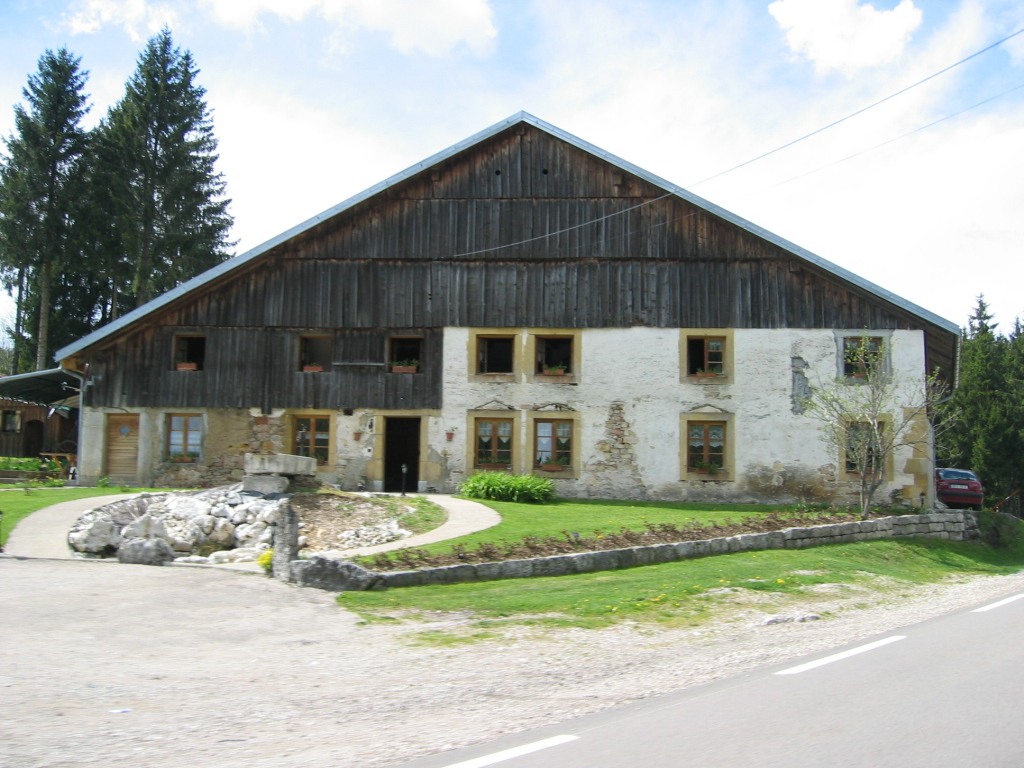
Ferme comtoise protégée par des tavaillons.
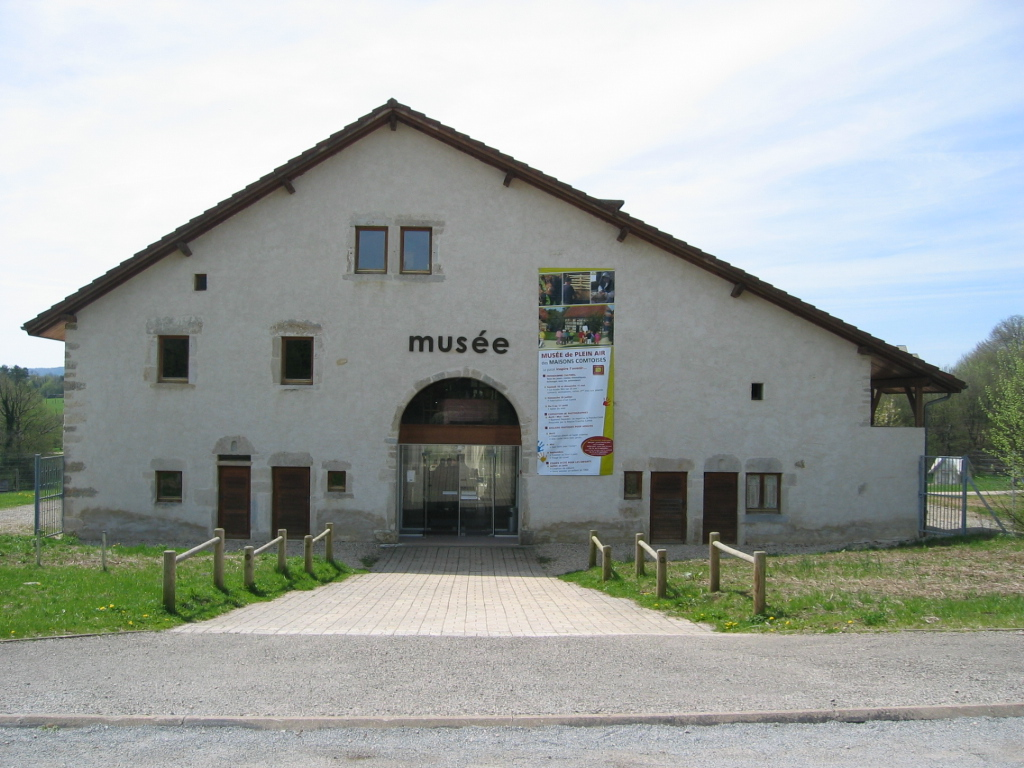
Écomusée Musée des Maisons comtoises de Nancray.
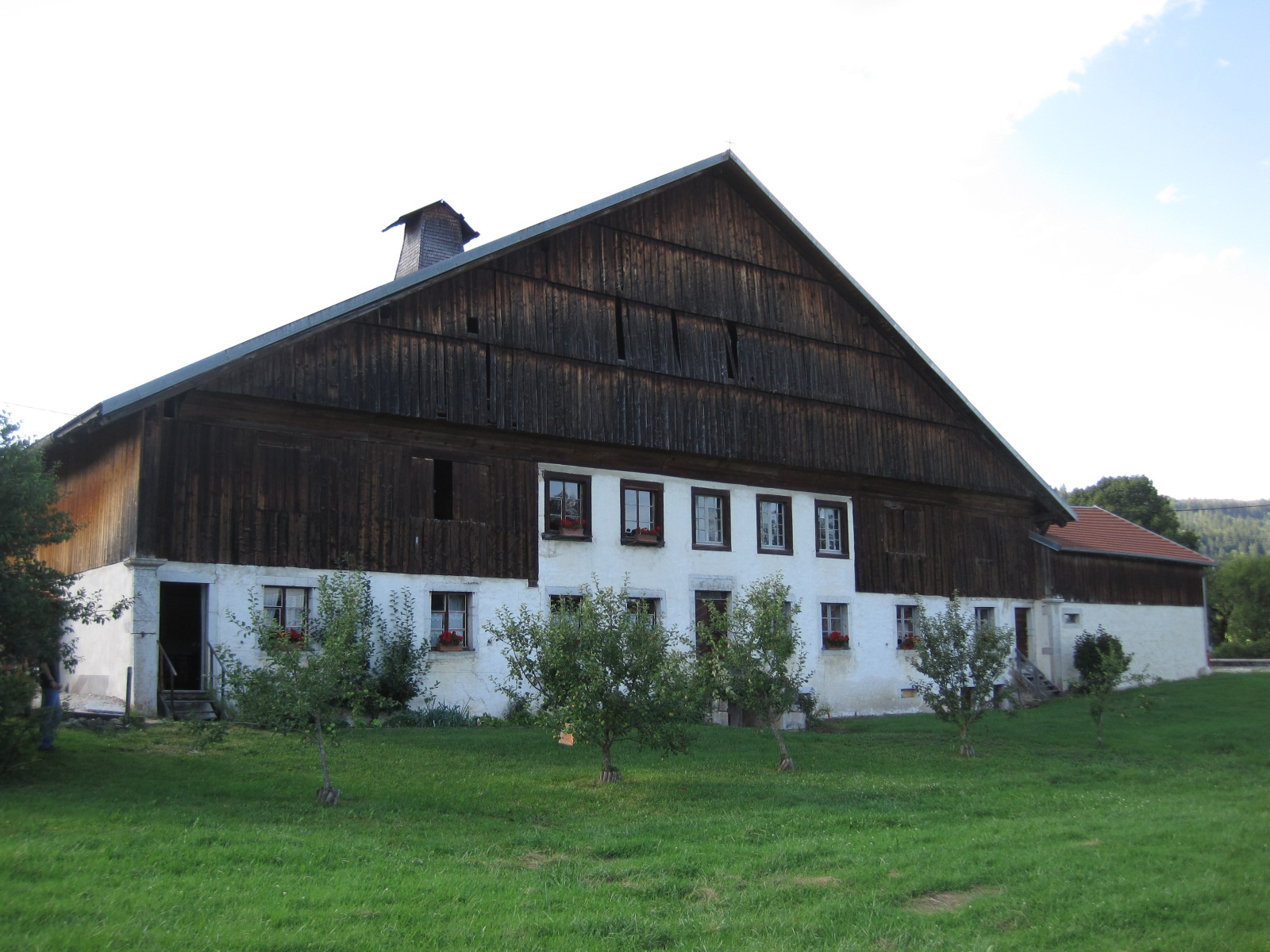
Écomusée ferme Jacquemot (ferme comtoise).
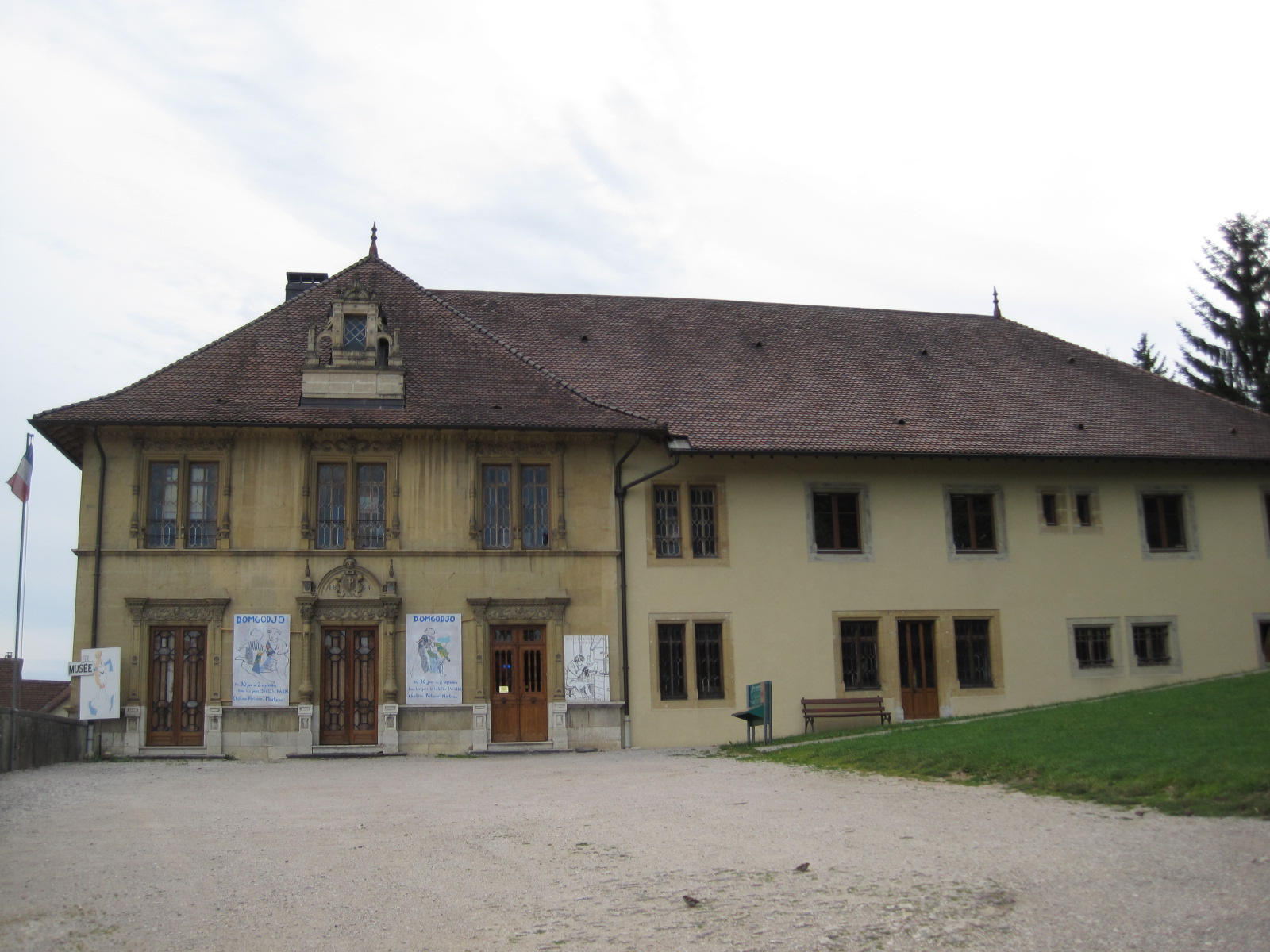
Château Pertusier (XVIe siècle) et musée de l'horlogerie de Morteau

La gastronomie (cuisine franc-comtoise) tient aussi une place importante dans ce département à la tradition fromagère ancienne. La production de fromage de Comté constitue aussi une occasion de ballades touristiques par la visite des fruitières et des caves d'affinage (« route du Comté »). Il en est de même pour la charcuterie fumée dans les tuyés caractéristiques de la région de Morteau. L'absinthe et l'anis de Pontarlier, la gentiane de Chapelle-des-Bois et la liqueur de myrtille sont connus, même à l'extérieur du département.

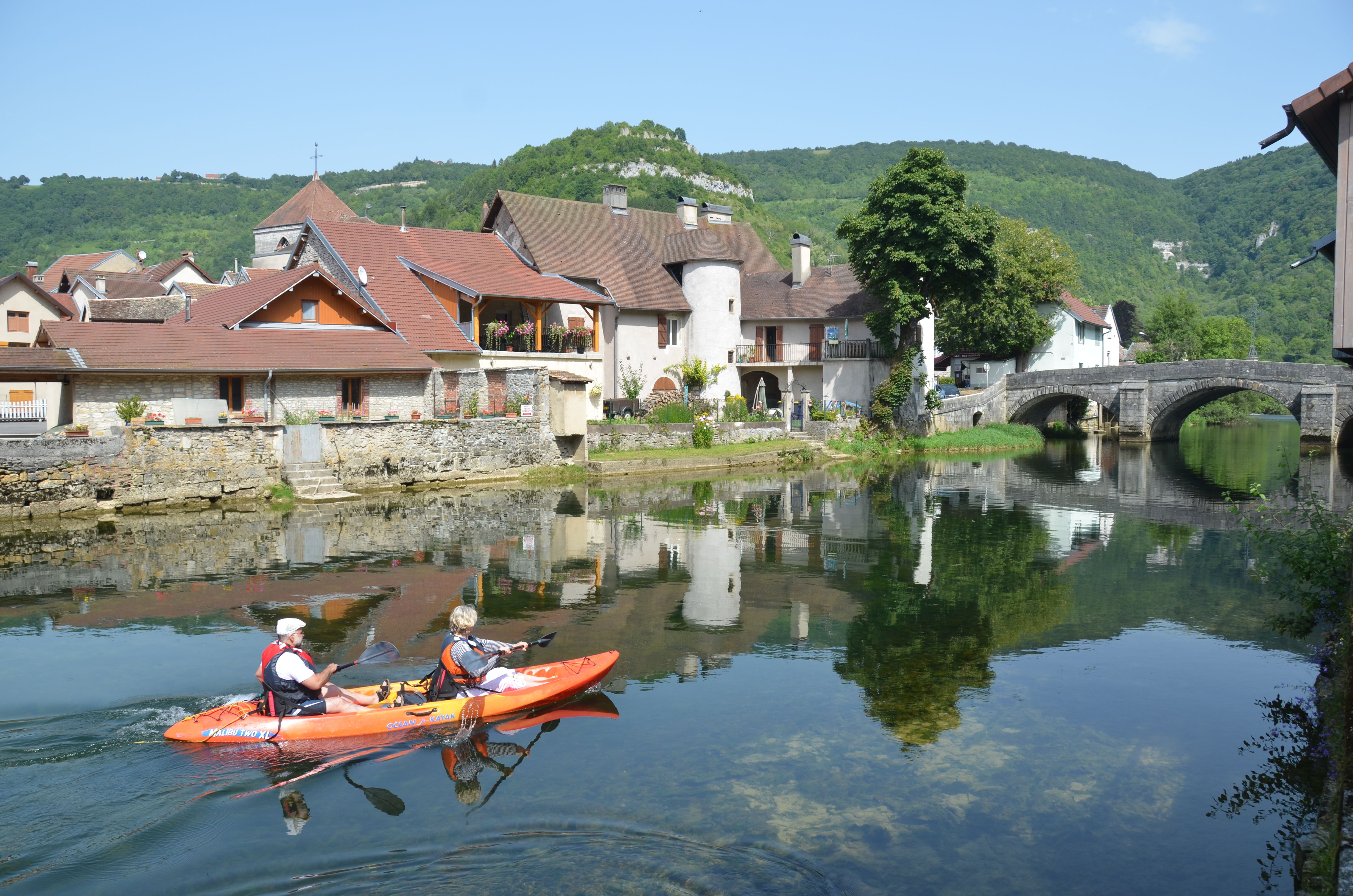
Haute vallée et vallée de la Loue, et musée Courbet
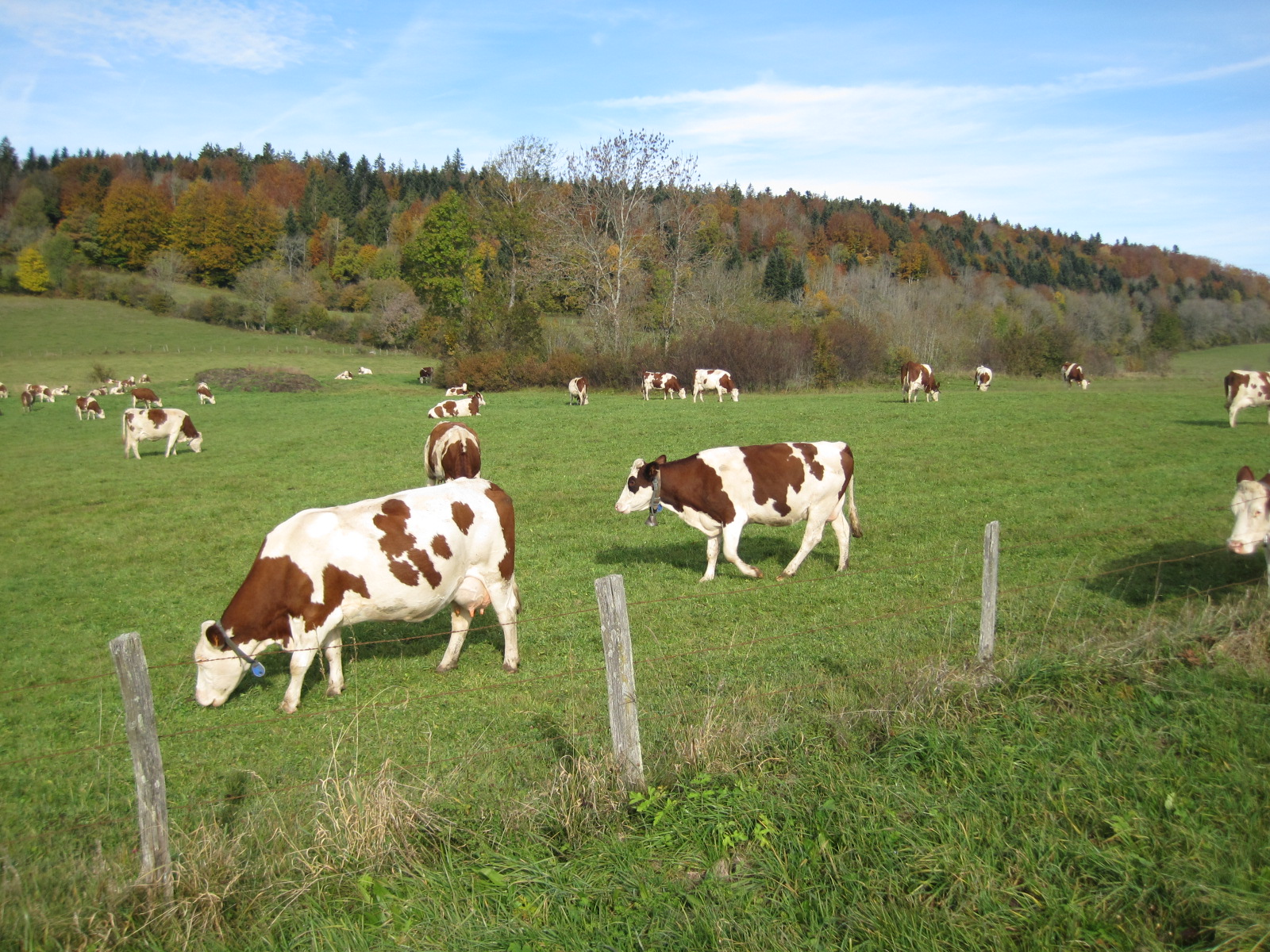
Montbéliarde.
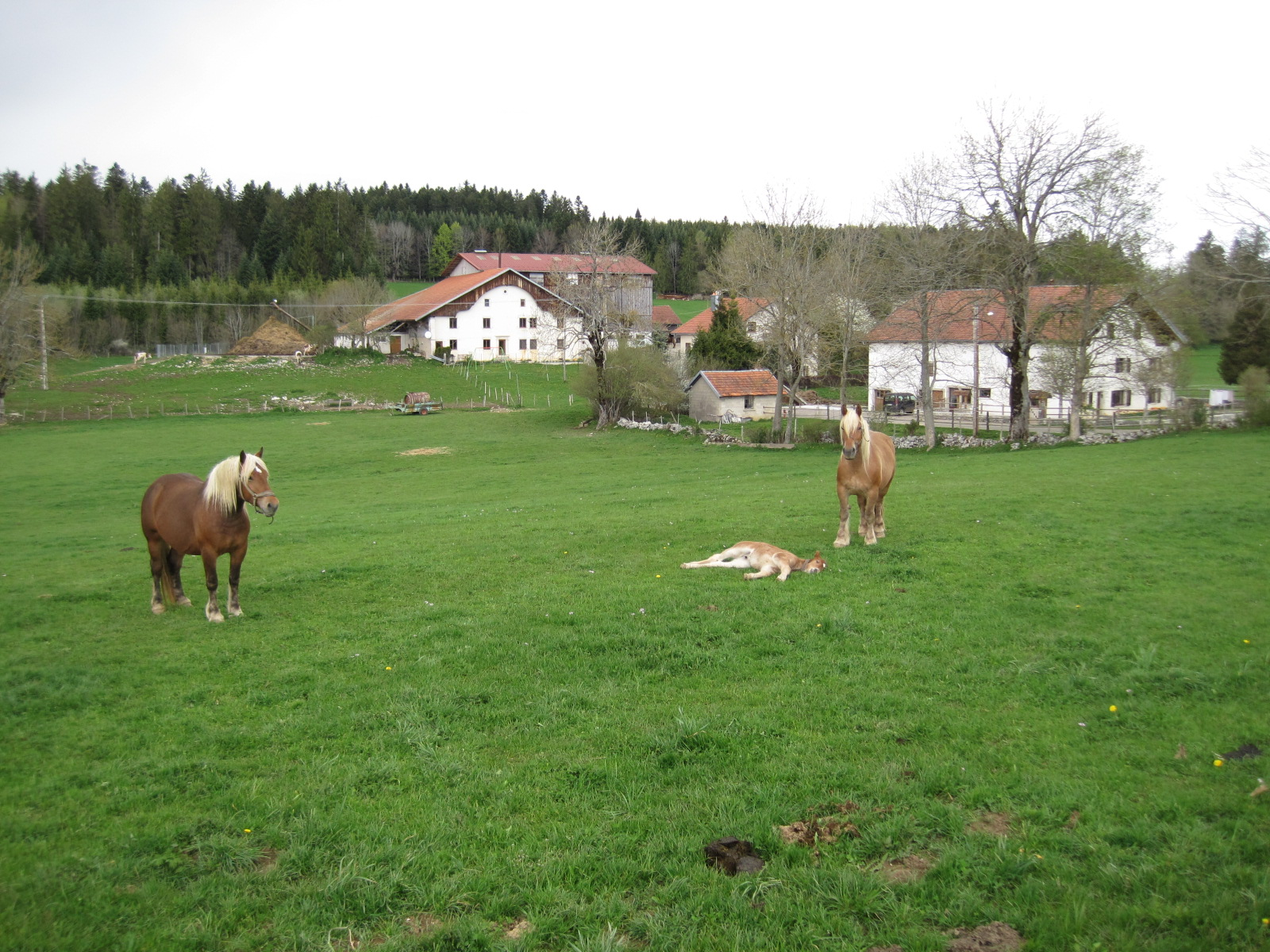
Comtois.
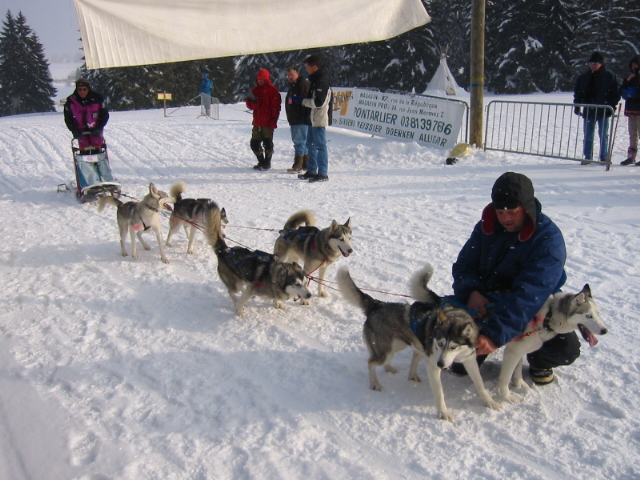
Course de chiens d'attelage vers Pontarlier.
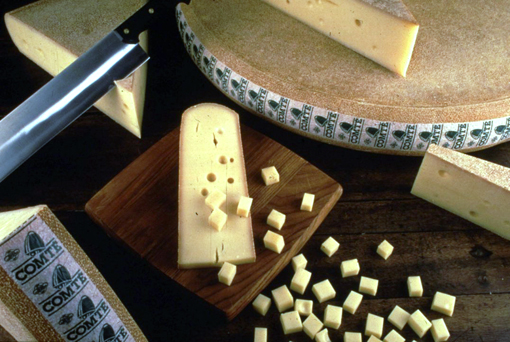
Comté (fromage) (cuisine franc-comtoise).

Le festival musical de Besançon avec son concours international de jeunes chefs d'orchestre est installé depuis des décennies et son niveau qualitatif est de premier ordre.

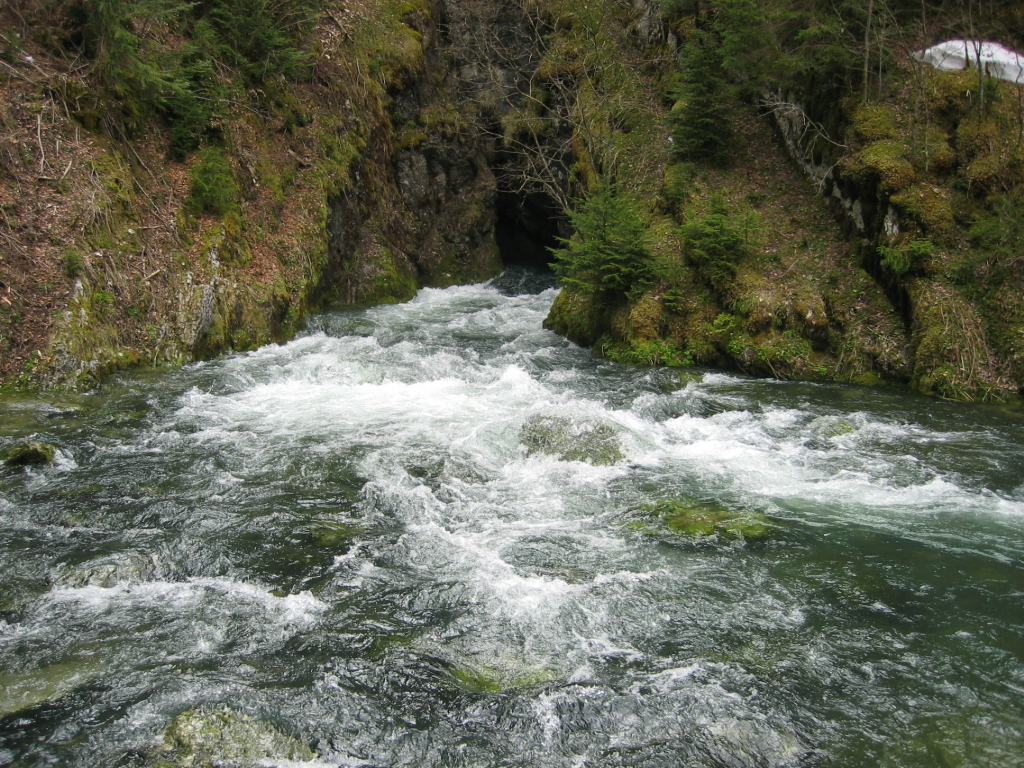
Source du Doubs.
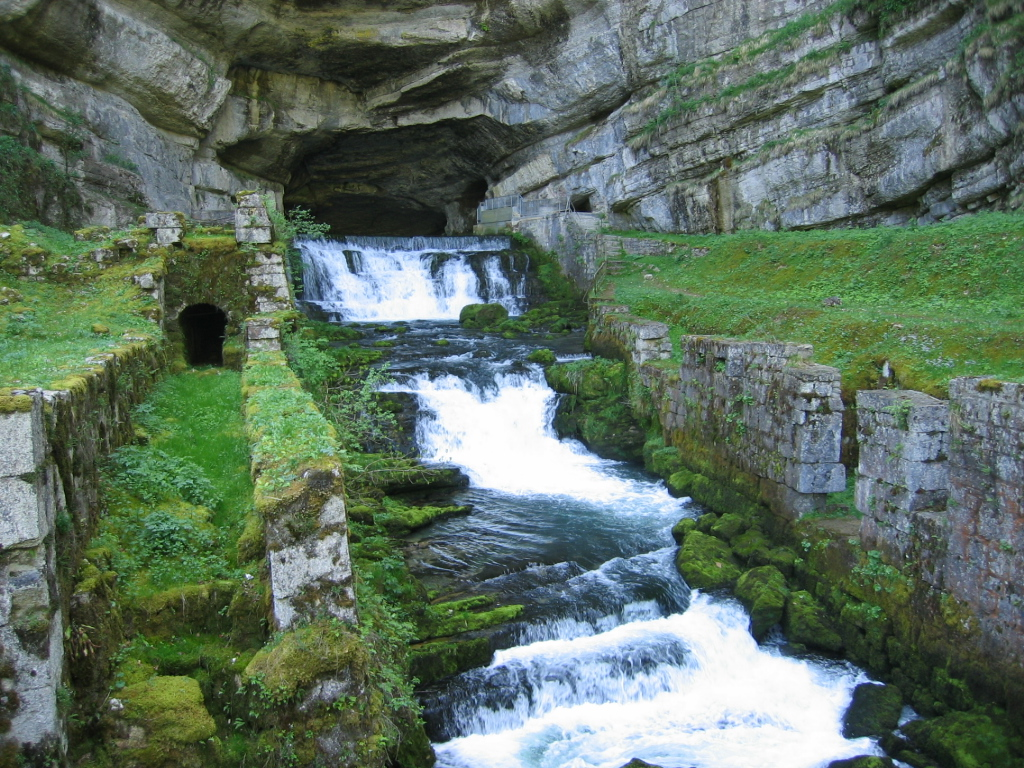
Source de la Loue.
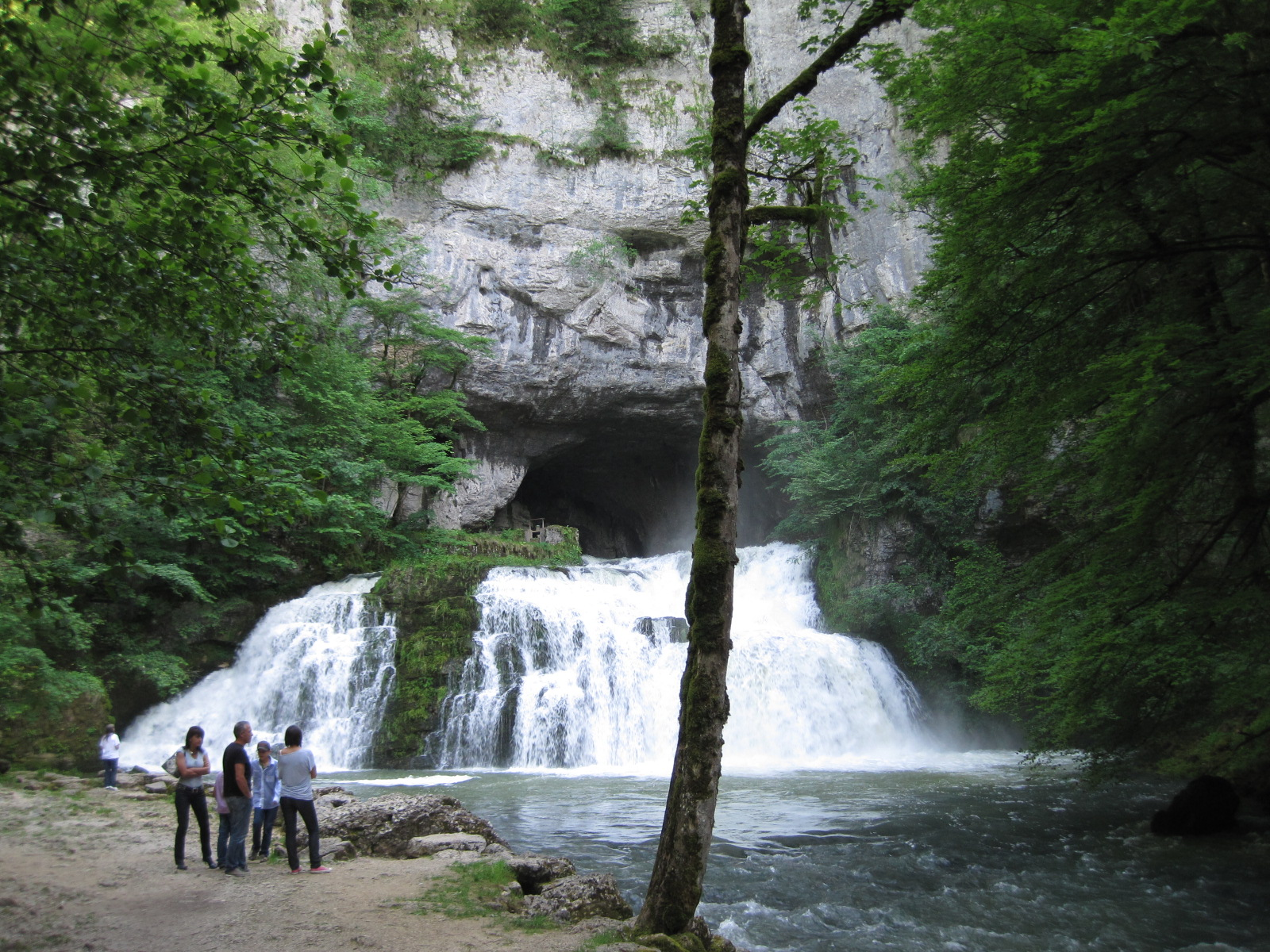
Source du Lison.
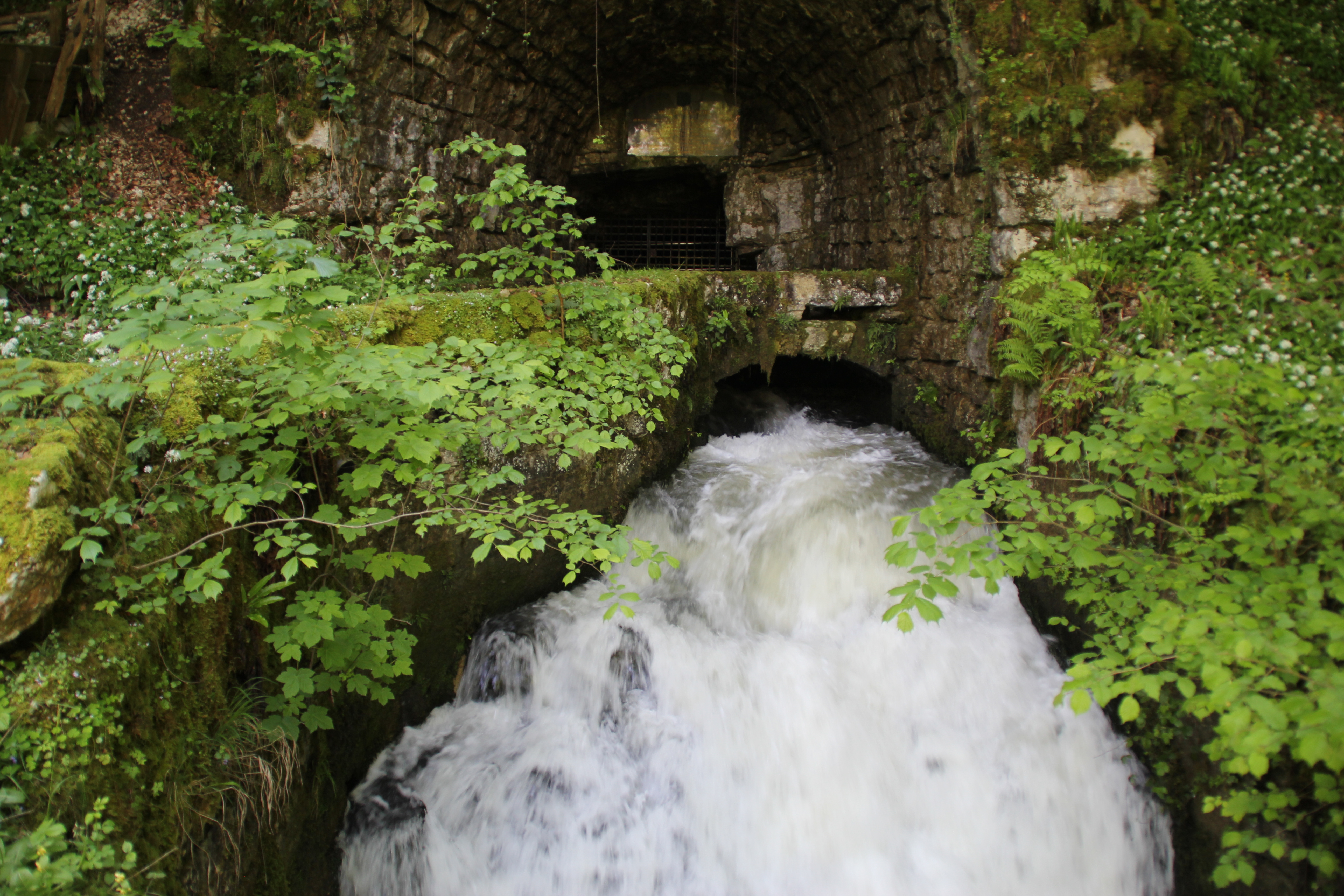
Sources d’Arcier.
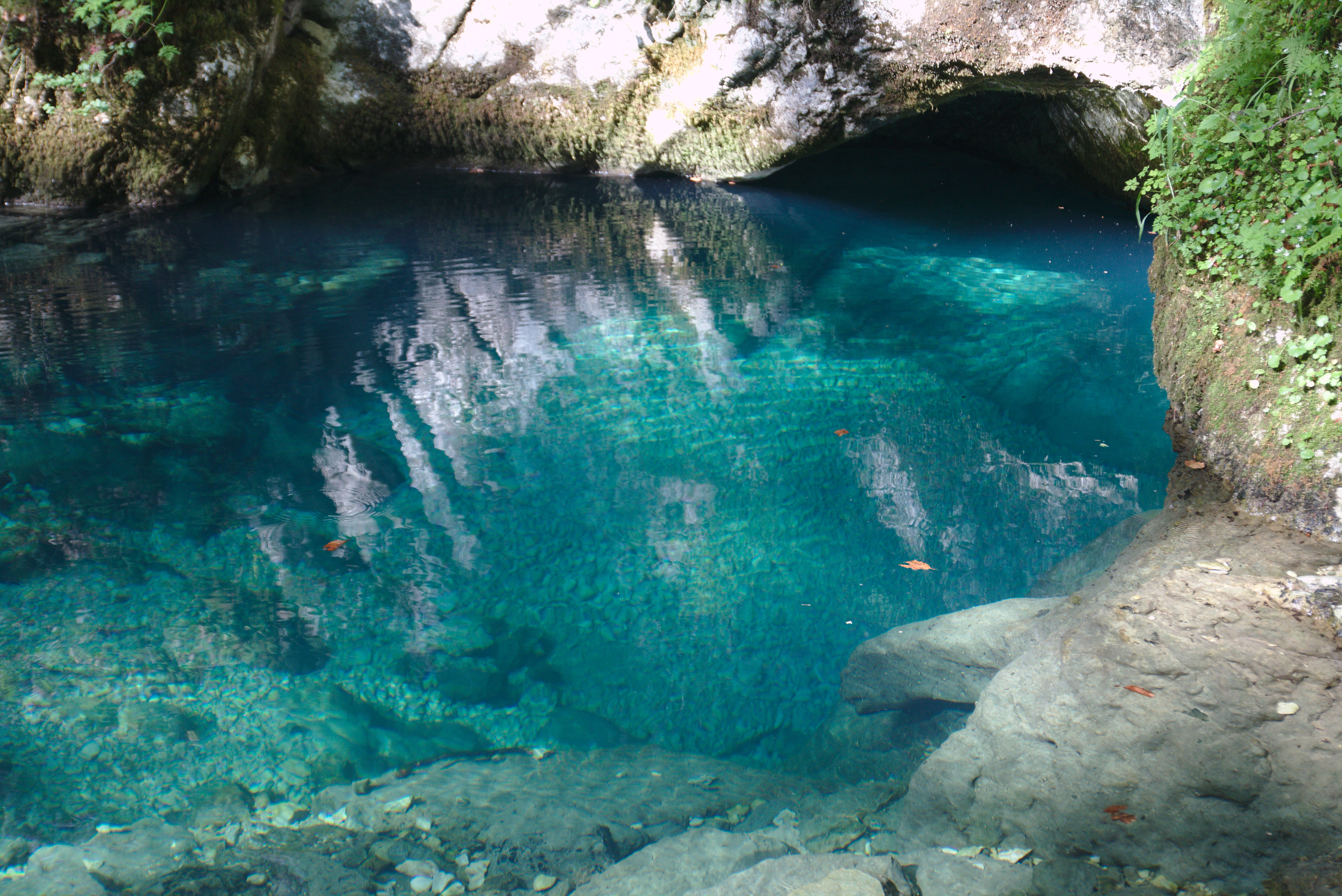
Source bleue de Malbuisson.

## Hébergement

### Hôtels
Au 1er janvier 2023, le département du Doubs comptait 111 hôtels totalisant 3 567 chambres, dont huit hôtels quatre étoiles et aucun cinq étoiles.
Les hôtels quatre étoiles du département du Doubs en 2023 sont :
- Mercure Besançon Parc Micaud à Besançon
- Le Sauvage à Besançon
- Logis Hôtel Victor Hugo & Spa à Besançon
- L'Étang du Moulin à Bonnétage
- Château de la Dame Blanche à Geneuille
- Les Rives sauvages à Malbuisson
- L'Atelier de Donat à Malbuisson
- Le Tillau à Verrières-de-Joux

### Campings
Au 1er janvier 2023, le département du Doubs comptait 32 campings totalisant 2 737 emplacements, dont trois campings quatre étoiles et un cinq étoiles.
Le seul camping cinq étoiles du département du Doubs en 2023 est le Camping du Val de Bonnal à Bonnal.
Les trois campings quatre étoiles du département du Doubs en 2023 sont :
- Camping du Bois de Reveuge à Huanne-Montmartin
- Camping Fuvettes à Malbuisson
- Camping écologique La Roche d'Ully à Ornans

## Patrimoine culturel

### Musées
Le Doubs rassemble une soixantaine de musées sur son territoire, les plus visités étant les musées de Besançon (musée des Beaux-Arts et d'Archéologie, musée du Temps, musée de la Résistance et de la Déportation), le musée de l'Aventure Peugeot à Sochaux, le musée Courbet à Ornans et le musée des Maisons comtoises à Nancray.

#### Deux Vallées Vertes
- Pays-de-Clerval
  - Musée de la Cave de la Ville Haute
  - Musée de la Mémoire et de la Paix
- Rougemont
  - Musée de Paléontologie Géologie et des Minéraux
  - Musée la Maison Vigneronne d'autrefois

#### Doubs Baumois
- Baume-les-Dames
  - Hôtel particulier des Sires de Neufchâtel
- Laissey
  - Musée Bost et de l'outil

#### Grand Besançon
- Beure
  - Musée des Armées Lucien Roy
- Besançon
  - Musée des Beaux-Arts et d'Archéologie
  - Musée de la Résistance et de la Déportation
  - Musée comtois
  - Muséum
  - Musée du Temps
  - Maison Victor Hugo
  - Espace musée Sainte-Madeleine
  - Fonds régional d'art contemporain
- Nancray
  - Musée des Maisons comtoises
- Roset-Fluans
  - Musée minéralogique de la grotte d'Osselle

#### Loue-Lison
- Arc-et-Senans
  - Histoires de sel
  - Musée Claude-Nicolas Ledoux
- Cléron
  - Le Hameau du fromage
- Flagey
  - Ferme familiale Courbet
- Lods
  - Musée de la vigne et du vin
- Nans-sous-Sainte-Anne
  - Musée de la taillanderie
- Ornans
  - Musée Courbet
  - Atelier de Gustave Courbet
  - Musée du costume et des traditions comtoises
- Trépot
  - Fromagerie-Musée

#### Pays du Haut-Doubs
- Bonnevaux
  - Ferme-musée la Pastorale
- Chapelle-des-Bois
  - Écomusée Maison Michaud
- La Cluse-et-Mijoux
  - Musée d'armes anciennes
- Gilley
  - Le Tuyé du Papy Gaby
- Jougne
  - Musée animalier
- Labergement-Sainte-Marie :
  - Maison de la Réserve
- Levier
  - Musée Relais du Cheval de Trait Comtois et de la Forêt
- Métabief
  - Musée de la meunerie
- Montbenoît
  - Musée de la République du Saugeais
- Pontarlier
  - Musée municipal d'Art et d'Histoire
- Remoray-Boujeons
  - Maison du Patrimoine

#### Pays Horloger
- Grand'Combe-Châteleu
  - Ferme-musée Jacquemot
- Montécheroux
  - Musée de la pince
- Montlebon
  - Musée vie d'antan
- Morteau
  - Musée de l'Horlogerie
- Villers-le-Lac
  - Musée de la montre

#### Pays de Montbéliard
- Audincourt
  - Musée du patrimoine et des forges
- Hérimoncourt
  - Musée Roger Comte "Trianon"
- Montbéliard
  - Musée du Château des ducs de Wurtemberg
  - Musée d'Art et d'Histoire Beurnier-Rossel
  - Le Pavillon des sciences
  - Le 19, Centre Régional d'Art Contemporain
- Seloncourt
  - Espace Charles Kieffer
- Sochaux
  - Musée de l'Aventure Peugeot
  - Musée de la brasserie
- Valentigney
  - Musée de la paysannerie et des vieux métiers

#### Pays des Portes du Haut-Doubs
- Fournets-Luisans
  - Ferme-musée du Montagnon
- Gonsans
  - Maison de la chasse et de la nature

#### Val marnaysien
- Burgille
  - Château-musée Le Trésor des Séquanes

### Parcs de loisirs
- Dino-Zoo du Doubs
- Parc scientifique du Près-la-Rose de Montbéliard
- Les Campaines
- Le Parc polaire
- Les Bisons du Sachuron à Damprichard
- Lama Loisir Mamirolle

### Monuments

#### Sites UNESCO

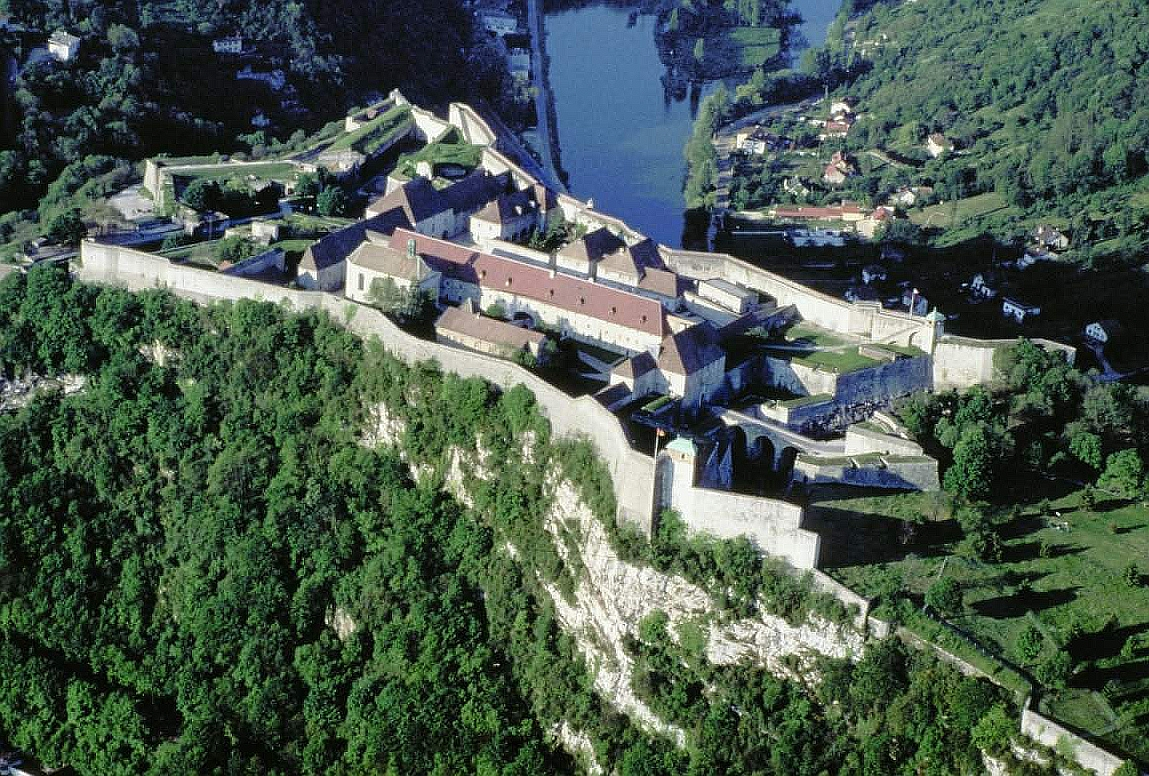
Citadelle de Besançon

- Citadelle de Besançon (classée au patrimoine mondial de l'UNESCO)
- Saline royale d'Arc-et-Senans et Musée Claude-Nicolas Ledoux d'Arc-et-Senans (patrimoine mondial de l'UNESCO)

#### Châteaux, palais et demeures
- Fort de Joux
- Château de Cléron
- Château de Belvoir
- Château de Moncley
- Château de Montalembert à Maîche
- Château de Montby
- Château-musée des ducs de Wurtemberg de Montbéliard
- Château de Montfaucon
- Château de Vaire
- Palais Granvelle de Besançon

#### Cathédrales, églises et abbayes
- Abbatiale de l'ancienne abbaye de Montbenoît

## Patrimoine naturel

### Plans d'eau, rivières, cascades et sources
- Lac de Saint-Point
- Source du Lison
- Vallée de la Loue
- Saut du Doubs - Gorges du Doubs

### Grottes et gouffres
- Grotte d'Osselle
- Gouffre de Poudrey
- Grotte de la Glacière

### Parcs et réserves naturelles
- Réserve naturelle nationale du lac de Remoray

### Gorges et vallées
- Vallée de la Loue
- Gorges du Doubs
- Gorges de Nouailles
- Défilé d'Entre-Roches - Gorges de Remonot
- Cirque de Consolation

### Sommets et belvédères
- Mont d'Or
- Belvédères du Moine et de Renédale

## Fêtes et manifestations
- Marché de Noël de Montbéliard
- Marché de Noël de Besançon
- Foire comtoise à Besançon
- Livres dans la Boucle à Besançon
- Carnaval de Besançon
- Carnaval de Maîche

### Festivals de musique
- Festival international de musique de Besançon Franche-Comté
- Festival de la Paille à Métabief
- Rencontres et Racines à Audincourt
- Festival Détonation à Besançon
- Les Mardis des Rives dans le Grand Besançon
- Orgue en ville dans le Grand Besançon

## Fréquentation

### Établissements les plus visités
| Rang | Site                                  | Commune            | Nombre de visiteurs en 2023 | Nombre de visiteurs en 2022 | Nombre de visiteurs en 2019 |
| ---- | ------------------------------------- | ------------------ | --------------------------- | --------------------------- | --------------------------- |
| 1    | Citadelle Vauban                      | Besançon           | 281 036                     | 257 326                     | 274 252                     |
| 2    | Cathédrale Saint-Jean                 | Besançon           | 175 500                     | 176 500                     | 151 510                     |
| 3    | Saline royale                         | Arc-et-Senans      | 141 323                     | 122 930                     | 121 181                     |
| 4    | Dino-Zoo                              | Étalans            | 117 594                     | 134 200                     | 121 877                     |
| 5    | Musée de l'Aventure Peugeot           | Sochaux            | 65 843                      | 51 716                      | 55 777                      |
| 6    | Musée des Beaux-Arts et d'Archéologie | Besançon           | 63 085                      | 62 727                      | 105 459                     |
| 7    | Pavillon des sciences                 | Montbéliard        | 58 800                      | 55 108                      | 64 721                      |
| 8    | Château de Joux                       | La Cluse-et-Mijoux |                             | 52 530                      | 43 045                      |
| 9    | Musée Courbet                         | Ornans             | 47 666                      | 50 513                      | 71 689                      |
| 14   | Musée du Temps                        | Besançon           | 46 045                      | 30 346                      | 38 386                      |
| 10   | Tuyé du Papy Gaby                     | Gilley             | 50 000                      | 50 000                      | 50 000                      |
| 11   | Musée des Maisons comtoises           | Nancray            | 42 990                      | 42 093                      | 42 869                      |
| 12   | Gouffre de Poudrey                    | Étalans            |                             | 35 000                      | 33 052                      |
| 13   | Caves du Fort de Saint-Antoine        | Saint-Antoine      | 33 936                      | 31 332                      | 23 100                      |
| 15   | Château des Ducs de Wurtemberg        | Montbéliard        |                             | 20 563                      | 18 172                      |
| 16   | Maison natale de Victor Hugo          | Besançon           | 20 296                      | 18 946                      | 18 593                      |
| 17   | Fonds régional d'art contemporain     | Besançon           | 18 449                      | 16 231                      | 21 428                      |

### Sites naturels les plus visités
| Rang | Site                  | Commune                  | Nombre de visiteurs en 2022 | Nombre de visiteurs en 2019 |
| ---- | --------------------- | ------------------------ | --------------------------- | --------------------------- |
| 1    | Cirque de Consolation | Consolation-Maisonnettes | 150 962                     |                             |
| 2    | Source du Lison       | Nans-sous-Sainte-Anne    | 150 645                     |                             |
| 3    | Saut du Doubs         | Villers-le-Lac           | 134 933                     |                             |
| 4    | Source de la Loue     | Ouhans                   | 98 799                      |                             |
| 5    | Mont d'Or             | Longevilles-Mont-d'Or    | 84 997                      |                             |
| 6    | Source du Doubs       | Mouthe                   | 74 862                      |                             |
| 7    | Tourbières de Frasne  | Frasne                   | 31 129                      |                             |